# Tornei di tennis femminili nel 1950
Prima della nascita del WTA Tour, ossia l'apertura alle tenniste professioniste dei tornei che prima di quell'anno erano riservati alle tenniste dilettanti, tutti gli eventi più importanti erano amatoriali, tra questi c'erano i tornei del Grande Slam: gli Australian Championships, gli Internazionali di Francia, il Torneo di Wimbledon e gli U.S. National Championships.

## Gennaio
| Settimana  | Torneo                                                                                 | Vincitore                                                | Finalista                                | Semifinalisti | Eliminati ai quarti |
| ---------- | -------------------------------------------------------------------------------------- | -------------------------------------------------------- | ---------------------------------------- | ------------- | ------------------- |
| gennaio    | Western Province Championships 1950 Città del Capo, Sudafrica Singolare - Doppio       | Mary Muller 6-3 6-2                                      | Dimbleby                                 |               |                     |
| gennaio    | Western Province Championships 1950 Città del Capo, Sudafrica Singolare - Doppio       |                                                          |                                          |               |                     |
| gennaio    | Border Championships 1950 East London, Sudafrica Singolare - Doppio                    | Stevens 6-4 6-4                                          | Joan Bowyer                              |               |                     |
| gennaio    | Border Championships 1950 East London, Sudafrica Singolare - Doppio                    |                                                          |                                          |               |                     |
| 1º gennaio | Asian Championships Calcutta 1950 Calcutta, India Singolare - Doppio                   | Patricia Todd 6-4 6-0                                    | Betty Hilton                             |               |                     |
| 1º gennaio | Asian Championships Calcutta 1950 Calcutta, India Singolare - Doppio                   | Gussie Moran Patricia Todd 6-4 10-8                      | Betty Hilton Kathleen Tuckey             |               |                     |
| 1º gennaio | Asian Championships Calcutta 1950 Calcutta, India Singolare - Doppio                   | Doppio misto: Gussie Moran Philippe Washer 6-3 5-7 7-5   | Patricia Todd Dragutin Mitic             |               |                     |
| 2 gennaio  | Benalla New Years Tournament 1950 Benalla, Australia Singolare - Doppio                | Joan Warnock 6-3 7-9 6-4                                 | Norma Ellis                              |               |                     |
| 2 gennaio  | Benalla New Years Tournament 1950 Benalla, Australia Singolare - Doppio                |                                                          |                                          |               |                     |
| 2 gennaio  | Cumberland Championships 1950 Sydney, Australia Singolare - Doppio                     | Joyce Fitch 6-3 7-5                                      | Esme Ashford                             |               |                     |
| 2 gennaio  | Cumberland Championships 1950 Sydney, Australia Singolare - Doppio                     |                                                          |                                          |               |                     |
| 3 gennaio  | South Australian Championships 1950 Adelaide, Australia Singolare - Doppio             | Nell Hopman 6-3 6-2                                      | Mary Toomey                              |               |                     |
| 3 gennaio  | South Australian Championships 1950 Adelaide, Australia Singolare - Doppio             | Nell Hopman Kay Newcombe 6-0 6-0                         | Gwen Thiele Mary Toomey                  |               |                     |
| 3 gennaio  | South Australian Championships 1950 Adelaide, Australia Singolare - Doppio             | Doppio misto: John Newcombe Jaroslav Drobny 6-4 1-6 8-6  | Harry Hopman Nell Hopman                 |               |                     |
| 3 gennaio  | India National Championships 1950 Allahabad, India Singolare - Doppio                  | Patricia Todd 6-2 6-2                                    | Gertrude Moran                           |               |                     |
| 3 gennaio  | India National Championships 1950 Allahabad, India Singolare - Doppio                  | Gussie Moran Patricia Todd 6-3 9-7                       | Betty Hilton Kathleen Tuckey             |               |                     |
| 3 gennaio  | India National Championships 1950 Allahabad, India Singolare - Doppio                  | Doppio misto: Patricia Todd Dragutin Mitic               | Gussie Moran Philippe Washer             |               |                     |
| 7 gennaio  | Sydney Manly Seaside Championships 1950 Sydney, Australia Erba Singolare - Doppio      | Thelma Coyne 6-2 6-2                                     | Nancy Wynne Bolton                       |               |                     |
| 7 gennaio  | Sydney Manly Seaside Championships 1950 Sydney, Australia Erba Singolare - Doppio      | Nancy Wynne Bolton Thelma Coyne 6-3 6-4                  | Joyce Fitch Beryl Penrose Collier        |               |                     |
| 7 gennaio  | Sydney Manly Seaside Championships 1950 Sydney, Australia Erba Singolare - Doppio      | Doppio misto: George Worthington Thelma Coyne 6-4 6-1    | John Bromwich Joyce Fitch                |               |                     |
| 9 gennaio  | Dixie Championships 1950 Tampa, USA Singolare - Doppio                                 | Laura Lou Jahn Kunnen 9-7 1-6 6-1                        | Marta Barnett                            |               |                     |
| 9 gennaio  | Dixie Championships 1950 Tampa, USA Singolare - Doppio                                 | Marta Barnett Laura Lou Jahn Kunnen 6-3 6-1              | Doris Henson Heather Nicholls            |               |                     |
| 10 gennaio | Northern India Championships 1950 New Delhi, India Singolare - Doppio                  | Gertrude Moran 6-1 4-6 6-1                               | Patricia Todd                            |               |                     |
| 10 gennaio | Northern India Championships 1950 New Delhi, India Singolare - Doppio                  | Gertrude Moran Patricia Todd                             | Gem Hoahing Jean Rinkel-Quertier         |               |                     |
| 10 gennaio | Northern India Championships 1950 New Delhi, India Singolare - Doppio                  | Doppio misto: Patricia Todd Dragutin Mitic 4-6 6-3 7-5   | Gertrude Moran Philippe Washer           |               |                     |
| 14 gennaio | New Zealand Championships 1950 Christchurch, Nuova Zelanda Singolare - Doppio          | Margaret Beverley 4-6 6-0 6-4                            | Evelyn Attwood                           |               |                     |
| 14 gennaio | New Zealand Championships 1950 Christchurch, Nuova Zelanda Singolare - Doppio          | Elaine Becroft Jude Burke                                |                                          |               |                     |
| 22 gennaio | Florida State Championships 1950 Orlando, USA Singolare - Doppio                       | Doris Jensen 7-5 7-9 7-5                                 | Laura Lou Jahn Kunnen                    |               |                     |
| 22 gennaio | Florida State Championships 1950 Orlando, USA Singolare - Doppio                       |                                                          |                                          |               |                     |
| 23 gennaio | All India Hard Court Championships 1950 Madras, India Singolare - Doppio               | Gertrude Moran 6-0 3-6 6-1                               | Maria Teran de Weiss                     |               |                     |
| 23 gennaio | All India Hard Court Championships 1950 Madras, India Singolare - Doppio               | Gussie Moran Patricia Todd 7-5 6-2                       | Betty Hilton Kathleen Tuckey             |               |                     |
| 23 gennaio | All India Hard Court Championships 1950 Madras, India Singolare - Doppio               | Doppio misto: Betty Hilton Geral Paish 6-0 6-2           | Maria Teran de Weiss Pedro Masip         |               |                     |
| 28 gennaio | Southwest India Championships 1950 Trivandrum, India Singolare - Doppio                | Patricia Todd 6-2 6-3                                    | Gertrude Moran                           |               |                     |
| 28 gennaio | Southwest India Championships 1950 Trivandrum, India Singolare - Doppio                |                                                          |                                          |               |                     |
| 29 gennaio | Scandanavian Covered Court Championships 1950 Copenaghen, Danimarca Singolare - Doppio | Hilde Sperling 6-3 6-0                                   | Joan Curry                               |               |                     |
| 29 gennaio | Scandanavian Covered Court Championships 1950 Copenaghen, Danimarca Singolare - Doppio | Bibbi Gullbrandsson-Sanden Hilde Sperling 6-2 3-0 ritiro | Lisa Gram Anderson Vera Nielsen Johansen |               |                     |
| 30 gennaio | Australian Championships 1950 Melbourne, Australia Erba Singolare - Doppio             | Louise Brough 6-4 3-6 6-4                                | Doris Hart                               |               |                     |
| 30 gennaio | Australian Championships 1950 Melbourne, Australia Erba Singolare - Doppio             | Louise Brough Doris Hart 6-2, 2-6, 6-3                   | Thelma Coyne Nancy Wynne                 |               |                     |

## Febbraio
| Settimana   | Torneo                                                                              | Vincitore                                                 | Finalista                      | Semifinalisti | Eliminati ai quarti |
| ----------- | ----------------------------------------------------------------------------------- | --------------------------------------------------------- | ------------------------------ | ------------- | ------------------- |
| 5 febbraio  | Austin Smith Championships 1950 Fort Lauderdale, USA Terra rossa Singolare - Doppio | Laura Lou Jahn Kunnen 6-8 6-3 6-3                         | Rhoda Hopkins                  |               |                     |
| 5 febbraio  | Austin Smith Championships 1950 Fort Lauderdale, USA Terra rossa Singolare - Doppio |                                                           |                                |               |                     |
| 18 febbraio | Cricket Club of India Championships 1950 Bombay, India Singolare - Doppio           | Gertrude Moran 6-2 6-3                                    | Patricia Todd                  |               |                     |
| 18 febbraio | Cricket Club of India Championships 1950 Bombay, India Singolare - Doppio           | Joan Ingram Patricia Todd 6-4 6-0                         | Pramilla Khanna Gertrude Moran |               |                     |
| 19 febbraio | Franch Covered Court Championships 1950 Parigi, Francia Singolare - Doppio          | Anne-Marie Seghers 7-5 4-6 6-3                            | Jaqueline Boutin               |               |                     |
| 19 febbraio | Franch Covered Court Championships 1950 Parigi, Francia Singolare - Doppio          | Arlette Halff Anne-Marie Seghers 6-3 6-1                  | Dubois Pannetier               |               |                     |
| 19 febbraio | Franch Covered Court Championships 1950 Parigi, Francia Singolare - Doppio          | Doppio misto: Sven Davidson Jacqueline Marcellin walkover | Gianni Cucelli Nicla Migliori  |               |                     |
| 19 febbraio | Palm Springs Invitational 1950 Palm Springs, USA Singolare - Doppio                 | Helen Perez 3-6 10-8 6-4                                  | Nancy Chaffee Kiner            |               |                     |
| 19 febbraio | Palm Springs Invitational 1950 Palm Springs, USA Singolare - Doppio                 |                                                           |                                |               |                     |

## Marzo
| Settimana | Torneo                                                                                               | Vincitore                                                | Finalista                             | Semifinalisti | Eliminati ai quarti |
| --------- | --- | -------------------------------------------------------- | ------------------------------------- | ------------- | ------------------- |
| 5 marzo   | Eastern Indoor Championships 1950 New York, USA Singolare - Doppio                                   | Althea Gibson 6-3 6-1                                    | Millicent Hirsch Lang                 |               |                     |
| 5 marzo   | Eastern Indoor Championships 1950 New York, USA Singolare - Doppio                                   |                                                          |                                       |               |                     |
| 12 marzo  | Egyptian International Cairo Championships 1950 Il Cairo, Egitto Singolare - Doppio                  | Gertrude Moran 6-2 6-3                                   | Annalisa Bossi                        |               |                     |
| 12 marzo  | Egyptian International Cairo Championships 1950 Il Cairo, Egitto Singolare - Doppio                  | Gertrude Moran Pat Todd 6-1 6-2                          | Barbara Scofield Marie Teran de Weiss |               |                     |
| 12 marzo  | Egyptian International Cairo Championships 1950 Il Cairo, Egitto Singolare - Doppio                  | Doppio misto: Gertrude Moran Philippe Washer 9-7 6-2     | Pat Todd Adrian Quist                 |               |                     |
| 12 marzo  | Caribbean Championships 1950 Montego Bay, Giamaica Erba Singolare - Doppio                           | Nancy Chaffee Kiner 9-7 6-0                              | Nancy Morrison                        |               |                     |
| 12 marzo  | Caribbean Championships 1950 Montego Bay, Giamaica Erba Singolare - Doppio                           | Nancy Chaffee Kiner Betty Rosenquest Pratt 6-1 6-2       | Baba Madden Lewis Nancy Morrison      |               |                     |
| 12 marzo  | Caribbean Championships 1950 Montego Bay, Giamaica Erba Singolare - Doppio                           | Doppio misto: Nancy Chaffee Kiner Fred Kovaleski 6-2 6-2 | Betty Rosenquest Pratt Tony Trabert   |               |                     |
| 21 marzo  | Eastern Suburbs Hard Court Championships 1950 Sydney, Australia Singolare - Doppio                   | Thelma Coyne 6-3 9-7                                     | Esme Ashford                          |               |                     |
| 21 marzo  | Eastern Suburbs Hard Court Championships 1950 Sydney, Australia Singolare - Doppio                   |                                                          |                                       |               |                     |
| 25 marzo  | US Indoors 1950 New York City, USA Singolare - Doppio                                                | Nancy Chaffee Kiner 6-0 6-2                              | Althea Gibson                         |               |                     |
| 25 marzo  | US Indoors 1950 New York City, USA Singolare - Doppio                                                | Midge Buck Nancy Chaffee Kiner 6-0 6-1                   | Helen Rihbany Betty Rosenquest Pratt  |               |                     |
| 25 marzo  | US Indoors 1950 New York City, USA Singolare - Doppio                                                | Doppio misto: Nancy Chaffee Kiner Budge Patty 6-4 6-3    | Betty Rosenquest Pratt Jean Borotra   |               |                     |
| 26 marzo  | Egyptian International Alexandria Championships 1950 Alessandria d'Egitto, Egitto Singolare - Doppio | Patricia Todd 1-6 6-3 6-0                                | Gertrude Moran                        |               |                     |
| 26 marzo  | Egyptian International Alexandria Championships 1950 Alessandria d'Egitto, Egitto Singolare - Doppio | Patricia Todd Gertrude Moran 6-4 7-5                     | Annalisa Bossi Gem Hoahing            |               |                     |
| 26 marzo  | Egyptian International Alexandria Championships 1950 Alessandria d'Egitto, Egitto Singolare - Doppio | Doppio misto: Gertrude Moran Adrian Quist 6-2 6-0        | Maria Teran de Weiss Jaroslav Drobny  |               |                     |
| 26 marzo  | Carlton Club Championships 1950 Cannes, Francia Singolare - Doppio                                   | Joan Curry 6-3 7-5                                       | Lucia Manfredi                        |               |                     |
| 26 marzo  | Carlton Club Championships 1950 Cannes, Francia Singolare - Doppio                                   | Joan Curry Jean Rinkel-Quertier 6-2 6-4                  | Nel Hermsen Jacqueline Marcellin      |               |                     |

## Aprile
| Settimana | Torneo                                                                                            | Vincitore                                                                 | Finalista                               | Semifinalisti | Eliminati ai quarti |
| --------- | ------------------------------------------------------------------------------------------------- | ------------------------------------------------------------------------- | --------------------------------------- | ------------- | ------------------- |
| 2 aprile  | Torneo di Beaulieu 1950 Cannes, Francia Singolare - Doppio                                        | Joan Curry 7-5 4-6 7-5                                                    | Jean Rinkel-Quertier                    |               |                     |
| 2 aprile  | Torneo di Beaulieu 1950 Cannes, Francia Singolare - Doppio                                        | Joan Curry Jean Rinkel-Quertier                                           | Rita Anderson Pat Ward                  |               |                     |
| 2 aprile  | Bermuda International Championships 1950 Hamilton, Bermuda Singolare - Doppio                     | Betty Rosenquest Pratt 5-7 6-3 6-4                                        | Helen Rihbany                           |               |                     |
| 2 aprile  | Bermuda International Championships 1950 Hamilton, Bermuda Singolare - Doppio                     | Midge Buck Betty Rosenquest Pratt 6-4 8-6                                 | Rhoda Joan Hopkins Nancy Morrison       |               |                     |
| 8 aprile  | South African Championships 1950 Johannesburg, Sudafrica Singolare - Doppio                       | Shirley Fry 4-6 7-5 6-3                                                   | Doris Hart                              |               |                     |
| 8 aprile  | South African Championships 1950 Johannesburg, Sudafrica Singolare - Doppio                       | Shirley Fry Doris Hart 6-3 0-6 6-2                                        | Sheila Piercey Summers Toots Watermeyer |               |                     |
| 8 aprile  | South African Championships 1950 Johannesburg, Sudafrica Singolare - Doppio                       | Doppio misto: Doris Hart Vic Seixas 6-3 4-6 6-3                           | Sheila Piercey Summers Eric Sturgess    |               |                     |
| 8 aprile  | Paddington Hard Court Championships 1950 Paddington, Gran Bretagna Terra rossa Singolare - Doppio | Barbara Knapp 7-5 6-3                                                     | Patsy Rodgers                           |               |                     |
| 8 aprile  | Paddington Hard Court Championships 1950 Paddington, Gran Bretagna Terra rossa Singolare - Doppio | Bea Walter Georgie Woodgate 6-3 6-3                                       | Peggy Dawson Scott Betty Wilford        |               |                     |
| 9 aprile  | Coral Beach Invitation 1950 Hamilton, Bermuda Singolare - Doppio                                  | Betty Rosenquest Pratt 7-5 10-8                                           | Midge Buck                              |               |                     |
| 9 aprile  | Coral Beach Invitation 1950 Hamilton, Bermuda Singolare - Doppio                                  | Midge Buck Betty Rosenquest Pratt 7-5 3-6 7-5                             | Kay Hubbell Mrs McKean                  |               |                     |
| 9 aprile  | Good Neighbor Tournament 1950 Miami, USA Terra rossa Singolare - Doppio                           | Marta Barnett 6-3 6-1                                                     | Betty Ruth Hulbert James                |               |                     |
| 9 aprile  | Good Neighbor Tournament 1950 Miami, USA Terra rossa Singolare - Doppio                           |                                                                           |                                         |               |                     |
| 9 aprile  | Good Neighbor Tournament 1950 Miami, USA Terra rossa Singolare - Doppio                           | Doppio misto: Gladys Heldman Arnold Beissner 2-6 6-3 6-4                  | Peggy Eby Sidney Schwartz               |               |                     |
| 9 aprile  | Monte Carlo Cup 1950 Monte Carlo, Monte Carlo Singolare - Doppio                                  | Jean Walker-Smith 7-5 6-3                                                 | Anne-Marie Seghers                      |               |                     |
| 9 aprile  | Monte Carlo Cup 1950 Monte Carlo, Monte Carlo Singolare - Doppio                                  | Jean Rinkel-Quertier Jean Walker-Smith 6-4 7-5                            | Colette Boegner Andree Halff            |               |                     |
| 9 aprile  | Monte Carlo Cup 1950 Monte Carlo, Monte Carlo Singolare - Doppio                                  | Doppio misto: Jean Rinkel-Quertier Mitic 6-2 3-6 6-2                      | Gertrude Moran Adrian Quist             |               |                     |
| 10 aprile | Albury Easter Tournament 1950 Albury, Australia Singolare - Doppio                                | Pam Southcombe 6-3 6-1                                                    | Bliston                                 |               |                     |
| 10 aprile | Albury Easter Tournament 1950 Albury, Australia Singolare - Doppio                                |                                                                           |                                         |               |                     |
| 10 aprile | Western Australian Championships 1950 Perth, Australia Singolare - Doppio                         | Mrs H. Collins 6-4 6-0                                                    | Mrs V. White                            |               |                     |
| 10 aprile | Western Australian Championships 1950 Perth, Australia Singolare - Doppio                         | Bandy R. Ryan 11-9 75                                                     | Grace J. Ryan                           |               |                     |
| 10 aprile | Queensland Hard Court Championships 1950 Rockhampton, Australia Singolare - Doppio                | Thelma Coyne 6-1 7-5                                                      | Joyce Fitch                             |               |                     |
| 10 aprile | Queensland Hard Court Championships 1950 Rockhampton, Australia Singolare - Doppio                | Thelma Coyne Mary Schultz 6-3 5-7 6-3                                     | Joyce Fitch D Cook                      |               |                     |
| 10 aprile | Queensland Hard Court Championships 1950 Rockhampton, Australia Singolare - Doppio                | Doppio misto: T Warhurst J Wood McDermott                                 | Frank Sedgman Joan Ryan                 |               |                     |
| 11 aprile | Tasmanian Championships 1950 Hobart, Australia Singolare - Doppio                                 | R. Chitty 7-5 6-8 6-1                                                     | Tracey                                  |               |                     |
| 11 aprile | Tasmanian Championships 1950 Hobart, Australia Singolare - Doppio                                 | Burrows G Munting 6-2 6-2                                                 | R. Chitty B. Chitty                     |               |                     |
| 11 aprile | Tasmanian Championships 1950 Hobart, Australia Singolare - Doppio                                 | Doppio misto: John Bromwich P McGeogh 8-6 7-5                             | Mervyn Rose Patmore                     |               |                     |
| 13 aprile | Tally Ho! 1950 Birmingham, Gran Bretagna Terra rossa Singolare - Doppio                           | Kay Tuckey                                                                | Betty Lombard                           |               |                     |
| 13 aprile | Tally Ho! 1950 Birmingham, Gran Bretagna Terra rossa Singolare - Doppio                           | Betty Hilton Kay Tuckey 6-3 6-2                                           | J.J. Fitzgibbon Betty Lombard           |               |                     |
| 16 aprile | River Plate Championships 1950 Buenos Aires, Argentina Singolare - Doppio                         | Felisa Piedrola de Zappa                                                  | Mrs E. Easton                           |               |                     |
| 16 aprile | River Plate Championships 1950 Buenos Aires, Argentina Singolare - Doppio                         | Mrs E. Easton Elena Lehmann 6-4 3-6 7-5                                   | Felisa Piedrola de Zappa Toplaian       |               |                     |
| 16 aprile | River Oaks International Tennis Tournament 1950 Houston, USA Singolare - Doppio                   | Dorothy Knode-Head 7-5 6-1                                                | Louise Brough                           |               |                     |
| 16 aprile | River Oaks International Tennis Tournament 1950 Houston, USA Singolare - Doppio                   | Louise Brough Dorothy Knode-Head 7-5 6-3                                  | Gracyn Wheeler Kelleher Patricia Todd   |               |                     |
| 16 aprile | Nice Lawn Tennis Club Championships 1950 Nizza, Francia Singolare - Doppio                        | Gertrude Moran 6-0 6-0                                                    | Josette Amouretti                       |               |                     |
| 16 aprile | Nice Lawn Tennis Club Championships 1950 Nizza, Francia Singolare - Doppio                        | Rita Anderson Pat Ward-Hales                                              | Gloria Butler Gussie Moran              |               |                     |
| 16 aprile | Nice Lawn Tennis Club Championships 1950 Nizza, Francia Singolare - Doppio                        | Doppio misto: Rita Anderson Philippe Chatrier 3-6 6-3 6-2                 | Mrs Jamain Mr Jamain                    |               |                     |
| 16 aprile | Darling Downs Championships 1950 Toowoomba, Australia Singolare - Doppio                          | Lavina Singleton Mills 6-4 6-2                                            | F. Olsen                                |               |                     |
| 16 aprile | Darling Downs Championships 1950 Toowoomba, Australia Singolare - Doppio                          |                                                                           |                                         |               |                     |
| 22 aprile | Australian Hard Court Championships 1950 Toowoomba, Australia Terra rossa Singolare - Doppio      | Nancy Wynne 5-7 6-3 6-3                                                   | Thelma Coyne                            |               |                     |
| 22 aprile | Australian Hard Court Championships 1950 Toowoomba, Australia Terra rossa Singolare - Doppio      | Clare Proctor Nancy Wynne 6-3 6-4                                         | Thelma Coyne Beryl Penrose Collier      |               |                     |
| 22 aprile | Australian Hard Court Championships 1950 Toowoomba, Australia Terra rossa Singolare - Doppio      | Doppio misto: George Worthington Thelma Long 6-3 6-4                      | Don Candy Nancy Wynne                   |               |                     |
| 23 aprile | Internazionali d'Italia 1950 Roma, Italia Terra rossa Singolare - Doppio - Doppio misto           | Annalisa Bossi 6-2 6-4                                                    | Joan Curry                              |               |                     |
| 23 aprile | Internazionali d'Italia 1950 Roma, Italia Terra rossa Singolare - Doppio - Doppio misto           | Jean Quertier Jean Walker-Smith 1-6, 6-3, 6-2                             | Betty Hilton Kay Tuckey                 |               |                     |
| 23 aprile | Internazionali d'Italia 1950 Roma, Italia Terra rossa Singolare - Doppio - Doppio misto           | Gussie Moran Adrian Quist Annalisa Bossi Gianni Cucelli 6-3, 1-1, Sospesa |                                         |               |                     |

## Maggio
| Settimana | Torneo                                                                                          | Vincitore                                                 | Finalista                               | Semifinalisti | Eliminati ai quarti |
| --------- | ----------------------------------------------------------------------------------------------- | --------------------------------------------------------- | --------------------------------------- | ------------- | ------------------- |
| 1º maggio | Wide Bay Tennis Championships 1950 Bundaberg, Australia Singolare - Doppio                      | L. Donald 6-3 3-6 6-3                                     | Midgley                                 |               |                     |
| 1º maggio | Wide Bay Tennis Championships 1950 Bundaberg, Australia Singolare - Doppio                      |                                                           |                                         |               |                     |
| 1º maggio | Maroochy Tennis Championships 1950 Nambour, Australia Singolare - Doppio                        | Beryl Penrose Collier 6-3 6-3                             | Esme Ashford                            |               |                     |
| 1º maggio | Maroochy Tennis Championships 1950 Nambour, Australia Singolare - Doppio                        |                                                           |                                         |               |                     |
| 6 maggio  | British Hard Court Championships 1950 Bournemouth, Gran Bretagna Terra rossa Singolare - Doppio | Joan Curry 8-6 8-6                                        | Maria Teran de Weiss                    |               |                     |
| 6 maggio  | British Hard Court Championships 1950 Bournemouth, Gran Bretagna Terra rossa Singolare - Doppio | Betty Hilton Kay Tuckey 4-6 6-3 6-2                       | Jean Rinkel-Quertier Jean Walker-Smith  |               |                     |
| 6 maggio  | British Hard Court Championships 1950 Bournemouth, Gran Bretagna Terra rossa Singolare - Doppio | Doppio misto: Betty Hilton Geoff Brown 6-4 5-7 6-2        | Jean Rinkel-Quertier Vladimir Cernik    |               |                     |
| 7 maggio  | Paris International Championships 1950 Parigi, Francia Terra rossa Singolare - Doppio           | Anne-Marie Seghers 6-3 6-0                                | Maire Arni                              |               |                     |
| 7 maggio  | Paris International Championships 1950 Parigi, Francia Terra rossa Singolare - Doppio           | Arlette Halff Anne-Marie Seghers 6-4 4-6 6-4              | Nelly Adamson Colette Boegner           |               |                     |
| 8 maggio  | Wiesbaden International 1950 Wiesbaden, Germania Singolare - Doppio                             | Barbara Scofield-Davidson 2-6 12-10 8-6                   | Gertrude Moran                          |               |                     |
| 8 maggio  | Wiesbaden International 1950 Wiesbaden, Germania Singolare - Doppio                             | Minni Mueller-Heine Alice von Tarney 6-2 6-3              | Marlis Jenquel-Horn Edith Boehm-Sutz    |               |                     |
| 8 maggio  | Wiesbaden International 1950 Wiesbaden, Germania Singolare - Doppio                             | Doppio misto: Gertrude Moran Gottfried von Cramm 6-2 6-2  | Barbara Scofield-Davidson Jack Harper   |               |                     |
| 13 maggio | London Hard Court Championships 1950 Hurlingham, Gran Bretagna Terra rossa Singolare - Doppio   | Dorothy Knode-Head 3-6 6-3 7-5                            | Maria Teran de Weiss                    |               |                     |
| 13 maggio | London Hard Court Championships 1950 Hurlingham, Gran Bretagna Terra rossa Singolare - Doppio   | Peggy Dawson Scott Betty Wilford 6-4 6-0                  | Dorothy Knode-Head Maria Teran de Weiss |               |                     |
| 13 maggio | London Hard Court Championships 1950 Hurlingham, Gran Bretagna Terra rossa Singolare - Doppio   | Doppio misto: Maria Teran de Weiss Weiss titolo condiviso | Joan Curry Jack Deloford                |               |                     |
| 14 maggio | Southern California Championships 1950 Los Angeles, USA Singolare - Doppio                      | Helen Perez 6-3 1-6 6-3                                   | Louise Brough                           |               |                     |
| 14 maggio | Southern California Championships 1950 Los Angeles, USA Singolare - Doppio                      | Barbara Kimbrell Helen Perez                              | Beverly Baker-Fleitz Magda Rurac        |               |                     |
| 14 maggio | Southern California Championships 1950 Los Angeles, USA Singolare - Doppio                      | Doppio misto: Louise Brough George Richards 6-3 6-4       | Beverly Baker-Fleitz Bob Falkenburg     |               |                     |
| 20 maggio | Guildford Hard Court Championships 1950 Guildford, Gran Bretagna Singolare - Doppio             | Maria Teran de Weiss 7-5 4-6 6-1                          | Dorothy Knode-Head                      |               |                     |
| 20 maggio | Guildford Hard Court Championships 1950 Guildford, Gran Bretagna Singolare - Doppio             | Betty Coutts Pat Ward-Hales 7-5 4-6 6-1                   | Walter Maria Teran de Weiss             |               |                     |
| 21 maggio | California State Championships 1950 San Francisco, USA Cemento Singolare - Doppio               | Helen Perez 6-4 6-4                                       | Virginia Wolfenden Kovacs               |               |                     |
| 21 maggio | California State Championships 1950 San Francisco, USA Cemento Singolare - Doppio               | Barbara Krase Chandler Virginia Wolfenden Kovacs 6-0 6-3  | Arvilla McGuire Wilma Smith             |               |                     |
| 30 maggio | Internazionali di Francia 1950 Parigi, Francia Terra rossa Singolare - Doppio                   | Doris Hart 6-4 4-6 6-2                                    | Patricia Todd                           |               |                     |
| 30 maggio | Internazionali di Francia 1950 Parigi, Francia Terra rossa Singolare - Doppio                   | Shirley Fry Doris Hart 1-6, 7-5, 6-2                      | Louise Brough Margaret Osborne          |               |                     |

## Giugno
| Settimana | Torneo                                                                          | Vincitore                                                   | Finalista                        | Semifinalisti | Eliminati ai quarti |
| --------- | ------------------------------------------------------------------------------- | ----------------------------------------------------------- | -------------------------------- | ------------- | ------------------- |
| 1º giugno | The Priory 1950 Birmingham, Gran Bretagna Singolare - Doppio                    | Betty Hilton 6-2 2-6 6-3                                    | Kay Tuckey                       |               |                     |
| 1º giugno | The Priory 1950 Birmingham, Gran Bretagna Singolare - Doppio                    | Betty Hilton Kay Tuckey 6-2 6-3                             | Barbara Knapp Betty Lombard      |               |                     |
| 1º giugno | The Priory 1950 Birmingham, Gran Bretagna Singolare - Doppio                    | Doppio misto: Kay Tuckey Dilip Bose 11-9 6-2                | Pat Cowney Shiv-Prakash Misra    |               |                     |
| 3 giugno  | Surrey Championships 1950 Surbiton, Gran Bretagna Singolare - Doppio            | Jean Walker-Smith 6-2 7-5                                   | Jean Rinkel-Quertier             |               |                     |
| 3 giugno  | Surrey Championships 1950 Surbiton, Gran Bretagna Singolare - Doppio            | Jean Rinkel-Quertier Jean Walker-Smith 6-0 1-6 6-1          | Betty Coutts Pat Ward-Hales      |               |                     |
| 3 giugno  | Surrey Championships 1950 Surbiton, Gran Bretagna Singolare - Doppio            | Doppio misto: Jean Rinkel-Quertier Gerry Oakley 6-4 3-6 6-4 | Peggy Dawson-Scott Subba Sawhney |               |                     |
| 10 giugno | Northern Championships 1950 Manchester, Gran Bretagna Singolare - Doppio        | Shirley Fry 6-2 6-3                                         | Gladys Lines                     |               |                     |
| 10 giugno | Northern Championships 1950 Manchester, Gran Bretagna Singolare - Doppio        | McElvie Stork 4-6 6-3 6-4                                   | Shirley Fry Liebert              |               |                     |
| 10 giugno | Northern Championships 1950 Manchester, Gran Bretagna Singolare - Doppio        | Doppio misto: McElvie Geoff Brown 6-2 6-4                   | Shirley Fry Tony Mottram         |               |                     |
| 11 giugno | Norwegian International Championships 1950 Oslo, Norvegia Singolare - Doppio    | Hilde Sperling 6-4 6-1                                      | Dorothy Knode-Head               |               |                     |
| 11 giugno | Norwegian International Championships 1950 Oslo, Norvegia Singolare - Doppio    |                                                             |                                  |               |                     |
| 11 giugno | Norwegian International Championships 1950 Oslo, Norvegia Singolare - Doppio    | Doppio misto: Hilde Sperling Johan Haanes                   | Dorothy Knode-Head Jan Staubo    |               |                     |
| 12 giugno | Victorian Hard Court Championships 1950 Melbourne, Australia Singolare - Doppio | Gertrude Moran 13-11 4-6 6-4                                | Beverly Mance Rae                |               |                     |
| 12 giugno | Victorian Hard Court Championships 1950 Melbourne, Australia Singolare - Doppio |                                                             |                                  |               |                     |
| 17 giugno | Kent Championships 1950 Beckenham, Gran Bretagna Singolare - Doppio             | Gertrude Moran 4-6 6-1 6-2                                  | Nancy Morrison                   |               |                     |
| 17 giugno | Kent Championships 1950 Beckenham, Gran Bretagna Singolare - Doppio             | Helen Rihbany Betty Rosenquest Pratt 6-2 8-6                | Enid Andrews P. Rodgers          |               |                     |
| 17 giugno | Kent Championships 1950 Beckenham, Gran Bretagna Singolare - Doppio             | Doppio misto: Nancy Morrison Fred Kovaleski 7-5 7-5         | Gertrude Moran Enrique Morea     |               |                     |
| 17 giugno | West of England Championships 1950 Bristol, Gran Bretagna Singolare - Doppio    | Dorothy Knode-Head 6-3 6-1                                  | Helena Matous                    |               |                     |
| 17 giugno | West of England Championships 1950 Bristol, Gran Bretagna Singolare - Doppio    | Rita Anderson Drobny Bocquet 6-2 6-1                        | Dorothy Knode-Head Helena Matous |               |                     |
| 17 giugno | West of England Championships 1950 Bristol, Gran Bretagna Singolare - Doppio    | Doppio misto: Dorothy Knode-Head Irvin Dorfman 6-3 6-1      | Miss AG Bates William Lurie      |               |                     |
| 19 giugno | Heart of America Tournament 1950 Kansas City, USA Singolare - Doppio            | Magda Rurac 1-6 6-0 6-0                                     | Laura Lou Jahn Kunnen            |               |                     |
| 19 giugno | Heart of America Tournament 1950 Kansas City, USA Singolare - Doppio            |                                                             |                                  |               |                     |
| 24 giugno | Queen's Club Championships 1950 Londra, Gran Bretagna Singolare - Doppio        | Doris Hart 4-6 6-4 6-4                                      | Margaret Osborne                 |               |                     |
| 24 giugno | Queen's Club Championships 1950 Londra, Gran Bretagna Singolare - Doppio        | Louise Brough Margaret Osborne 6-2 6-4                      | Shirley Fry Doris Hart           |               |                     |
| 24 giugno | Queen's Club Championships 1950 Londra, Gran Bretagna Singolare - Doppio        | Doppio misto: Jean Rinkel-Quertier Geoff Paish 6-3 4-6 6-4  | Barbara Scofield Enrique Morea   |               |                     |

## Luglio
| Settimana | Torneo                                                                                    | Vincitore                                                         | Finalista                              | Semifinalisti | Eliminati ai quarti |
| --------- | ----------------------------------------------------------------------------------------- | ----------------------------------------------------------------- | -------------------------------------- | ------------- | ------------------- |
| luglio    | Czechoslovakian International Championships 1950 Praga, Cecoslovacchia Singolare - Doppio | Zsuzsa Körmöczy                                                   | Ungheria (bandiera)                    |               |                     |
| luglio    | Czechoslovakian International Championships 1950 Praga, Cecoslovacchia Singolare - Doppio |                                                                   |                                        |               |                     |
| luglio    | Swedish International Hard Court Championships 1950 Båstad, Svezia Singolare - Doppio     | Thelma Coyne 3-6 6-2 6-4                                          | Hilde Sperling                         |               |                     |
| luglio    | Swedish International Hard Court Championships 1950 Båstad, Svezia Singolare - Doppio     |                                                                   |                                        |               |                     |
| 2 luglio  | Southern Championships 1950 Louisville, USA Singolare - Doppio                            | Magda Rurac 8-6 6-2                                               | Beverly Baker-Fleitz                   |               |                     |
| 2 luglio  | Southern Championships 1950 Louisville, USA Singolare - Doppio                            | Beverly Baker-Fleitz Magda Rurac 6-1 6-2                          | Baba Lewis Kay Winthrop                |               |                     |
| 2 luglio  | Southern Championships 1950 Louisville, USA Singolare - Doppio                            | Doppio misto: Magda Rurac Arnold Saul 2-6 8-6 6-3                 | Melita Ramirez Gustavo Palafox         |               |                     |
| 5 luglio  | Torneo di Wimbledon 1950 Londra, Gran Bretagna Erba Singolare - Doppio                    | Louise Brough 6-1 3-6 6-1                                         | Margaret Osborne                       |               |                     |
| 5 luglio  | Torneo di Wimbledon 1950 Londra, Gran Bretagna Erba Singolare - Doppio                    | Louise Brough Margaret Osborne 6-4, 5-7, 6-1                      | Shirley Fry Doris Hart                 |               |                     |
| 9 luglio  | Tri-State Championships 1950 Cincinnati, USA Terra rossa Singolare - Doppio               | Beverly Baker-Fleitz 5-7 6-3 9-7                                  | Magda Rurac                            |               |                     |
| 9 luglio  | Tri-State Championships 1950 Cincinnati, USA Terra rossa Singolare - Doppio               | Beverly Baker-Fleitz Magda Rurac 6-3 6-1                          | Jeanne Arth Shirley Arth               |               |                     |
| 15 luglio | Irish Championships 1950 Dublino, Irlanda Singolare - Doppio                              | Patricia Todd 6-3 6-4                                             | Barbara Scofield-Davidson              |               |                     |
| 15 luglio | Irish Championships 1950 Dublino, Irlanda Singolare - Doppio                              | Barbara Scofield Patricia Todd 6-2 6-2                            | Fitzgibbon Betty Lombard               |               |                     |
| 15 luglio | Midland Counties Championships 1950 Edgbaston, Gran Bretagna Singolare - Doppio           | Nancy Chaffee Kiner 6-0 6-2                                       | Rita Anderson Drobny                   |               |                     |
| 15 luglio | Midland Counties Championships 1950 Edgbaston, Gran Bretagna Singolare - Doppio           | Cooper Philips 6-3 7-5                                            | Mrs M.J. Baker Cameron                 |               |                     |
| 15 luglio | East Of England Championships 1950 Felixstowe, Gran Bretagna Singolare - Doppio           | Margaret Emerson 6-2 6-2                                          | Anne Shilcock                          |               |                     |
| 15 luglio | East Of England Championships 1950 Felixstowe, Gran Bretagna Singolare - Doppio           | Anne Shilcock Wallace 6-2 6-2                                     | de Buisson Gaskell                     |               |                     |
| 15 luglio | Western Championships 1950 Indianapolis, USA Terra rossa Singolare - Doppio               | Beverly Baker-Fleitz 6-2 6-1                                      | Melita Ramirez                         |               |                     |
| 15 luglio | Western Championships 1950 Indianapolis, USA Terra rossa Singolare - Doppio               |                                                                   |                                        |               |                     |
| 15 luglio | Western Championships 1950 Indianapolis, USA Terra rossa Singolare - Doppio               | Doppio misto: Peggy Eby George Richards 6-2 6-3                   | Beverly Baker-Fleitz Richard Mouledous |               |                     |
| 15 luglio | Swiss International Championships 1950 Losanna, Svizzera Singolare - Doppio               | Louise Brough 6-4 6-2                                             | Kay Tuckey                             |               |                     |
| 15 luglio | Swiss International Championships 1950 Losanna, Svizzera Singolare - Doppio               | Louise Brough Thelma Long                                         | Joan Curry Kay Tuckey                  |               |                     |
| 15 luglio | Swiss International Championships 1950 Losanna, Svizzera Singolare - Doppio               | Doppio misto: Thelma Long Eric Sturgess 7-5 6-4                   | Betty Rosenquest Pratt Vic Seixas      |               |                     |
| 15 luglio | Nottinghamshire Championships 1950 Nottingham, Gran Bretagna Singolare - Doppio           | Jennifer Middleton 7-5 5-7 6-3                                    | Behr                                   |               |                     |
| 15 luglio | Nottinghamshire Championships 1950 Nottingham, Gran Bretagna Singolare - Doppio           |                                                                   |                                        |               |                     |
| 17 luglio | Torneo di Bath 1950 Bath, Gran Bretagna Erba Singolare - Doppio                           | Rosemary Bulleid titolo condiviso                                 | Angela Mortimer                        |               |                     |
| 17 luglio | Torneo di Bath 1950 Bath, Gran Bretagna Erba Singolare - Doppio                           | Rosemary Bulleid Kerr titolo condiviso                            | Angela Mortimer Roberts                |               |                     |
| 21 luglio | Pennsylvania Lawn Tennis Championship 1950 Haverford, USA Singolare - Doppio              | Maureen Connolly 6-2 3-6 6-3                                      | Helen Perez                            |               |                     |
| 21 luglio | Pennsylvania Lawn Tennis Championship 1950 Haverford, USA Singolare - Doppio              | Maureen Connolly Baba Lewis                                       | Barbara Kimbrell Helen Perez           |               |                     |
| 21 luglio | Pennsylvania Lawn Tennis Championship 1950 Haverford, USA Singolare - Doppio              | Doppio misto: Helen Perez Earl Cochell 7-5 3-6 6-4                | Maureen Connolly Jerry de Witts        |               |                     |
| 22 luglio | Essex Championships 1950 Frinton, Gran Bretagna Singolare - Doppio                        | Patricia Todd 6-1 6-0                                             | Betty Wilford                          |               |                     |
| 22 luglio | Essex Championships 1950 Frinton, Gran Bretagna Singolare - Doppio                        | Joey David Patricia Todd 6-3 6-0                                  | Betty Wilford Billie Woodgate          |               |                     |
| 22 luglio | US Clay Court Championships 1950 River Forest, USA Singolare - Doppio                     | Doris Hart 6-1 6-3                                                | Shirley Fry                            |               |                     |
| 22 luglio | US Clay Court Championships 1950 River Forest, USA Singolare - Doppio                     | Shirley Fry Doris Hart 2-6 6-4 6-4                                | Beverly Baker-Fleitz Magda Rurac       |               |                     |
| 22 luglio | Welsh Championships 1950 Newport, Gran Bretagna Singolare - Doppio                        | Barbara Scofield-Davidson 9-7 6-2                                 | Georgie Woodgate                       |               |                     |
| 22 luglio | Welsh Championships 1950 Newport, Gran Bretagna Singolare - Doppio                        | Hilary Stoodley Morgan Barbara Scofield-Davidson titolo condiviso | Gladys Lines Georgie Woodgate          |               |                     |
| 23 luglio | Austrian International Championships 1950 Vienna, Austria Terra rossa Singolare - Doppio  | Dorothy Knode-Head 6-3 6-4                                        | Helga Strecker                         |               |                     |
| 23 luglio | Austrian International Championships 1950 Vienna, Austria Terra rossa Singolare - Doppio  |                                                                   |                                        |               |                     |
| 31 luglio | Maidstone Invitation 1950 East Hampton, USA Singolare - Doppio                            | Beverly Baker-Fleitz 6-4 9-7                                      | Maureen Connolly                       |               |                     |
| 31 luglio | Maidstone Invitation 1950 East Hampton, USA Singolare - Doppio                            | Shirley Fry Doris Hart 6-2 6-2                                    | Midge Buck Nancy Chaffee Kiner         |               |                     |

## Agosto
| Settimana | Torneo                                                                                 | Vincitore                                     | Finalista                       | Semifinalisti | Eliminati ai quarti |
| --------- | -------------------------------------------------------------------------------------- | --------------------------------------------- | ------------------------------- | ------------- | ------------------- |
| agosto    | Canadian Championships 1950 Québec, Canada Singolare - Doppio                          | Doris Popple 8-6 6-8 7-5                      | Barbara Knapp                   |               |                     |
| agosto    | Canadian Championships 1950 Québec, Canada Singolare - Doppio                          | Isabel Troccole Carol Liguori 2-6, 8-6, 6-1   | Patricia Macken Elaine Fildes   |               |                     |
| 6 agosto  | Cologne International 1950 Colonia, Germania Singolare - Doppio                        | Dorothy Knode-Head 6-4 6-1                    | Maris Weiss                     |               |                     |
| 6 agosto  | Cologne International 1950 Colonia, Germania Singolare - Doppio                        |                                               |                                 |               |                     |
| 6 agosto  | Eastern Grass Court Championships 1950 Orange, USA Erba Singolare - Doppio             | Doris Hart 6-4 9-7                            | Louise Brough                   |               |                     |
| 6 agosto  | Eastern Grass Court Championships 1950 Orange, USA Erba Singolare - Doppio             | Louise Brough Margaret Osborne 6-2 7-5        | Shirley Fry Doris Hart          |               |                     |
| 12 agosto | Hampshire Championships 1950 Bournemouth, Gran Bretagna Singolare - Doppio             | Jean Walker-Smith 1-6 6-2 6-2                 | Kay Tuckey                      |               |                     |
| 12 agosto | Hampshire Championships 1950 Bournemouth, Gran Bretagna Singolare - Doppio             | Kay Tuckey Jean Walker-Smith                  | Coles Wavish                    |               |                     |
| 13 agosto | German Championships 1950 Amburgo, Germania Singolare - Doppio                         | Dorothy Knode-Head 6-3 6-0                    | Ushi Heidtmann                  |               |                     |
| 13 agosto | German Championships 1950 Amburgo, Germania Singolare - Doppio                         | Dorothy Knode-Head Inge Pohmann               |                                 |               |                     |
| 13 agosto | German Championships 1950 Amburgo, Germania Singolare - Doppio                         | Doppio misto: Thilde Hamel Dietz Bill Sidwell |                                 |               |                     |
| 13 agosto | South Queensland Championships 1950 Ipswich, Australia Singolare - Doppio              | Lavina Singleton Mills 5-7 6-4 6-3            | Edith Niemeyer Finney           |               |                     |
| 13 agosto | South Queensland Championships 1950 Ipswich, Australia Singolare - Doppio              |                                               |                                 |               |                     |
| 14 agosto | Essex County Championships 1950 Essex, USA Singolare - Doppio                          | Margaret Osborne 6-3 6-0                      | Beverly Baker-Fleitz            |               |                     |
| 14 agosto | Essex County Championships 1950 Essex, USA Singolare - Doppio                          | Shirley Fry Doris Hart 6-3 6-1                | Louise Brough Margaret duPont   |               |                     |
| 19 agosto | Scottish Hard Court Championships 1950 Saint Andrews, Gran Bretagna Singolare - Doppio | Anita Lizana Ellis 6-1 6-1                    | Mrs H. Proudfoot                |               |                     |
| 19 agosto | Scottish Hard Court Championships 1950 Saint Andrews, Gran Bretagna Singolare - Doppio | McFarlane Mrs H. Proudfoot 6-4 9-7            | Anita Lizana Ellis Vlandy       |               |                     |
| 19 agosto | Torneo di Torquay 1950 Torquay, Gran Bretagna Singolare - Doppio                       | Mrs H. Phillips                               | L.M. Cornell                    |               |                     |
| 19 agosto | Torneo di Torquay 1950 Torquay, Gran Bretagna Singolare - Doppio                       | Rosemary Bulleid Angela Mortimer 6-4 6-4      | Phillips Hilary Stoodley Morgan |               |                     |
| 19 agosto | Torneo di West Worthing 1950 West Worthing, Gran Bretagna Singolare - Doppio           | Joan Ross Dilley                              | Anne Shilcock                   |               |                     |
| 19 agosto | Torneo di West Worthing 1950 West Worthing, Gran Bretagna Singolare - Doppio           | Betty Coutts Anne Shilcock 6-1 6-2            | Orton Trower                    |               |                     |
| 20 agosto | Torneo di Gympie 1950 Gympie, Australia Singolare - Doppio                             | Fay Muller 6-4 6-3                            | Schultz                         |               |                     |
| 20 agosto | Torneo di Gympie 1950 Gympie, Australia Singolare - Doppio                             |                                               |                                 |               |                     |
| 22 agosto | Yugoslavian International Championships 1950 Abbazia, Jugoslavia Singolare - Doppio    | Maria Teran de Weiss walkover                 | Dorothy Knode-Head              |               |                     |
| 22 agosto | Yugoslavian International Championships 1950 Abbazia, Jugoslavia Singolare - Doppio    |                                               |                                 |               |                     |
| 26 agosto | Torneo di Winchester 1950 Winchester, Gran Bretagna Singolare - Doppio                 | Patsy Rodgers                                 | J. Davy                         |               |                     |
| 26 agosto | Torneo di Winchester 1950 Winchester, Gran Bretagna Singolare - Doppio                 | J. Davy Jean Walker-Smith 6-3 6-4             | Powell Rodgers                  |               |                     |
| 26 agosto | Torneo di Exmouth 1950 Exmouth, Gran Bretagna Singolare - Doppio                       | Joan Curry 6-2 6-0                            | Hilary Stoodley Morgan          |               |                     |
| 26 agosto | Torneo di Exmouth 1950 Exmouth, Gran Bretagna Singolare - Doppio                       | Knight Raines 6-0 6-4                         | Eyre Philips                    |               |                     |
| 26 agosto | North of England Championships 1950 Scarborough, Gran Bretagna Singolare - Doppio      | Thelma Coyne 6-4 7-5                          | Jean Rinkel-Quertier            |               |                     |
| 26 agosto | North of England Championships 1950 Scarborough, Gran Bretagna Singolare - Doppio      | Thelma Coyne Jean Rinkel-Quertier 6-1 8-6     | Behr Mary Halford               |               |                     |
| 27 agosto | Swedish Hard Court Championships 1950 Stoccolma, Svezia Singolare - Doppio             | Bibbi Gullbrandsson-Sanden 6-3 6-0            | Lilleba Klofsten                |               |                     |
| 27 agosto | Swedish Hard Court Championships 1950 Stoccolma, Svezia Singolare - Doppio             |                                               |                                 |               |                     |

## Settembre
| Settimana    | Torneo                                                                                 | Vincitore                                       | Finalista                          | Semifinalisti | Eliminati ai quarti |
| ------------ | -------------------------------------------------------------------------------------- | ----------------------------------------------- | ---------------------------------- | ------------- | ------------------- |
| 2 settembre  | Sydney Metropolitan Hard Court Championships 1950 Sydney, Australia Singolare - Doppio | Beryl Penrose Collier 2-6 6-1 6-1               | Phyllis Finn                       |               |                     |
| 2 settembre  | Sydney Metropolitan Hard Court Championships 1950 Sydney, Australia Singolare - Doppio |                                                 |                                    |               |                     |
| 3 settembre  | Torneo di Hunstanton 1950 Hunstanton, Gran Bretagna Singolare - Doppio                 | A. Ross Dilley 10-12 7-5 10-8                   | J. Ross Dilley                     |               |                     |
| 3 settembre  | Torneo di Hunstanton 1950 Hunstanton, Gran Bretagna Singolare - Doppio                 | Dorothy Cooper Paul 6-2 3-6 6-4                 | Thompson Woolgar                   |               |                     |
| 4 settembre  | Istanbul International Championships 1950 Istanbul, Turchia Singolare - Doppio         | Dorothy Knode-Head 6-4 6-2                      | Maria Teran de Weiss               |               |                     |
| 4 settembre  | Istanbul International Championships 1950 Istanbul, Turchia Singolare - Doppio         |                                                 |                                    |               |                     |
| 5 settembre  | U.S. National Championships 1950 New York, USA Singolare - Doppio                      | Margaret Osborne 6-3 6-3                        | Doris Hart                         |               |                     |
| 5 settembre  | U.S. National Championships 1950 New York, USA Singolare - Doppio                      | Louise Brough Margaret Osborne 6-2, 6-3         | Shirley Fry Doris Hart             |               |                     |
| 12 settembre | New South Wales Hard Court Championships 1950 Dubbo, Australia Singolare - Doppio      | Beryl Penrose Collier 6-2 4-6 6-2               | Esme Ashford                       |               |                     |
| 12 settembre | New South Wales Hard Court Championships 1950 Dubbo, Australia Singolare - Doppio      |                                                 |                                    |               |                     |
| 17 settembre | Eastern Mediterranean Championships 1950 Atene, Grecia Singolare - Doppio              | Kay Tuckey 8-6 4-6 9-7                          | Maria Teran de Weiss               |               |                     |
| 17 settembre | Eastern Mediterranean Championships 1950 Atene, Grecia Singolare - Doppio              |                                                 |                                    |               |                     |
| 17 settembre | Pacific Southwest Championships 1950 Los Angeles, USA Singolare - Doppio               | Helen Perez 6-2 6-2                             | Dorothy Bundy Cheney               |               |                     |
| 17 settembre | Pacific Southwest Championships 1950 Los Angeles, USA Singolare - Doppio               | Helen Perez Magda Rurac 10-8 8-6                | Barbara Green Mary Arnold Prentiss |               |                     |
| 19 settembre | South of England Championships 1950 Eastbourne, Gran Bretagna Singolare - Doppio       | Jean Walker-Smith 6-2 6-2                       | Jean Rinkel-Quertier               |               |                     |
| 19 settembre | South of England Championships 1950 Eastbourne, Gran Bretagna Singolare - Doppio       | Joy Mottram Jean Rinkel-Quertier 5-7 6-2 6-4    | Thelma Coyne Susan Partridge       |               |                     |
| 23 settembre | Torneo di Baden-Baden 1950 Baden Baden, Germania Singolare - Doppio                    | Dorothy Knode-Head 7-5 7-5                      | Maria Teran de Weiss               |               |                     |
| 23 settembre | Torneo di Baden-Baden 1950 Baden Baden, Germania Singolare - Doppio                    |                                                 |                                    |               |                     |
| 24 settembre | US Hard Court Championships 1950 Berkeley, USA Singolare - Doppio                      | Patricia Todd 6-3 6-3                           | Magda Rurac                        |               |                     |
| 24 settembre | US Hard Court Championships 1950 Berkeley, USA Singolare - Doppio                      | Barbara Scofield-Davidson Patricia Todd 6-2 6-4 | Magda Rurac Wilma Smith            |               |                     |
| 24 settembre | US Hard Court Championships 1950 Berkeley, USA Singolare - Doppio                      | Doppio misto: Magda Rurac Dr Beisser 6-2 6-3    | Patricia Todd Jerry DeWitt         |               |                     |

## Ottobre
| Settimana  | Torneo                                                                                      | Vincitore                        | Finalista                     | Semifinalisti | Eliminati ai quarti |
| ---------- | ------------------------------------------------------------------------------------------- | -------------------------------- | ----------------------------- | ------------- | ------------------- |
| ottobre    | Orange Free State Championships 1950 Bloemfontein, Sudafrica Singolare - Doppio             | Hazel Redick-Smith 7-5 8-10 7-5  | Watermeyer                    |               |                     |
| ottobre    | Orange Free State Championships 1950 Bloemfontein, Sudafrica Singolare - Doppio             |                                  |                               |               |                     |
| ottobre    | Southern Transvaal Championships 1950 Johannesburg, Sudafrica Singolare - Doppio            | Beryl Bartlett 8-6 6-4           | Watermeyer                    |               |                     |
| ottobre    | Southern Transvaal Championships 1950 Johannesburg, Sudafrica Singolare - Doppio            |                                  |                               |               |                     |
| ottobre    | Torneo di Lugano 1950 Lugano, Svizzera Singolare - Doppio                                   | Kay Tuckey 8-6 6-4               | Thelma Coyne                  |               |                     |
| ottobre    | Torneo di Lugano 1950 Lugano, Svizzera Singolare - Doppio                                   |                                  |                               |               |                     |
| 1º ottobre | Coupe Porée 1950 Parigi, Francia Singolare - Doppio                                         | Dorothy Knode-Head 6-3 6-3       | Boutin                        |               |                     |
| 1º ottobre | Coupe Porée 1950 Parigi, Francia Singolare - Doppio                                         |                                  |                               |               |                     |
| 2 ottobre  | ACT Championships 1950 Canberra, Australia Singolare - Doppio                               | Esme Ashford 6-1 6-1             | Sim G                         |               |                     |
| 2 ottobre  | ACT Championships 1950 Canberra, Australia Singolare - Doppio                               |                                  |                               |               |                     |
| 8 ottobre  | Pan American International Championships 1950 Città del Messico, Messico Singolare - Doppio | Beverly Baker-Fleitz 6-1 7-5     | Patricia Todd                 |               |                     |
| 8 ottobre  | Pan American International Championships 1950 Città del Messico, Messico Singolare - Doppio |                                  |                               |               |                     |
| 14 ottobre | British Covered Court Championships 1950 Londra, Gran Bretagna Singolare - Doppio           | Jean Rinkel-Quertier 3-6 7-5 6-3 | Joan Curry                    |               |                     |
| 14 ottobre | British Covered Court Championships 1950 Londra, Gran Bretagna Singolare - Doppio           | Rita Anderson Drobny Joan Curry  | Chandler Jean Rinkel-Quertier |               |                     |
| 14 ottobre | Sydney Metropolitan Grass Court Championships 1950 Sydney, Australia Singolare - Doppio     | Esme Ashford 4-6 6-4 6-1         | Joyce Fitch                   |               |                     |
| 14 ottobre | Sydney Metropolitan Grass Court Championships 1950 Sydney, Australia Singolare - Doppio     |                                  |                               |               |                     |
| 21 ottobre | Torneo di Henley-on-Thames 1950 Henley-On-Thames, Gran Bretagna Singolare - Doppio          | Georgie Woodgate                 | Joan Curry                    |               |                     |
| 21 ottobre | Torneo di Henley-on-Thames 1950 Henley-On-Thames, Gran Bretagna Singolare - Doppio          | Georgie Woodgate R. Woodgate     | Joan Curry Trower             |               |                     |

## Novembre
| Settimana   | Torneo                                                                                  | Vincitore                            | Finalista                                   | Semifinalisti | Eliminati ai quarti |
| ----------- | --------------------------------------------------------------------------------------- | ------------------------------------ | ------------------------------------------- | ------------- | ------------------- |
| novembre    | Swiss Covered Court Championships 1950 Ginevra, Svizzera Singolare - Doppio             | Maria Teran de Weiss 6-3 6-0         | Charbonnier                                 |               |                     |
| novembre    | Swiss Covered Court Championships 1950 Ginevra, Svizzera Singolare - Doppio             |                                      |                                             |               |                     |
| 5 novembre  | Queensland Championships 1950 Brisbane, Australia Singolare - Doppio                    | Mills 6-0 6-3                        | Ritchie                                     |               |                     |
| 5 novembre  | Queensland Championships 1950 Brisbane, Australia Singolare - Doppio                    |                                      |                                             |               |                     |
| 11 novembre | Palace Hotel Covered Court Championships 1950 Torquay, Gran Bretagna Singolare - Doppio | Joan Curry wo                        | Jean Walker-Smith                           |               |                     |
| 11 novembre | Palace Hotel Covered Court Championships 1950 Torquay, Gran Bretagna Singolare - Doppio | Joan Curry Mary Halford              | Rosemary Bulleid Angela Mortimer            |               |                     |
| 20 novembre | South American Championships 1950 Buenos Aires, Argentina Singolare - Doppio            | Felisa Piedrola de Zappa 7-5 3-6 6-4 | Elena Lehmann                               |               |                     |
| 20 novembre | South American Championships 1950 Buenos Aires, Argentina Singolare - Doppio            | Felisa Piedrola de Zappa Obarrio     | Margarita de Fitting Nora Bonifacino-Somoza |               |                     |
| 25 novembre | New South Wales Championships 1950 Sydney, Australia Singolare - Doppio                 | Nancy Wynne 6-3 6-2                  | Ashford                                     |               |                     |
| 25 novembre | New South Wales Championships 1950 Sydney, Australia Singolare - Doppio                 | Joyce Fitch Mary Bevis-Hawton        | Finn Nancy Wynne                            |               |                     |

## Dicembre
| Settimana   | Torneo                                                                           | Vincitore                      | Finalista                 | Semifinalisti | Eliminati ai quarti |
| ----------- | -------------------------------------------------------------------------------- | ------------------------------ | ------------------------- | ------------- | ------------------- |
| dicembre    | Indian International 1950 Calcutta, India Singolare - Doppio                     | Dorothy Knode-Head 6-3 4-6 6-3 | Joy Mottram               |               |                     |
| dicembre    | Indian International 1950 Calcutta, India Singolare - Doppio                     |                                |                           |               |                     |
| dicembre    | Eastern Province Championships 1950 Port Elizabeth, Sudafrica Singolare - Doppio | Hazel Redick-Smith             | Sudafrica (bandiera)      |               |                     |
| dicembre    | Eastern Province Championships 1950 Port Elizabeth, Sudafrica Singolare - Doppio |                                |                           |               |                     |
| 10 dicembre | Asian Championships Lahore 1950 Lahore, Pakistan Singolare - Doppio              | Dorothy Knode-Head 6-4 2-6 6-3 | Joy Mottram               |               |                     |
| 10 dicembre | Asian Championships Lahore 1950 Lahore, Pakistan Singolare - Doppio              |                                |                           |               |                     |
| 11 dicembre | Victorian Championships 1950 Melbourne, Australia Singolare - Doppio             | Joyce Fitch 6-4 3-6 6-4        | Nancy Wynne               |               |                     |
| 11 dicembre | Victorian Championships 1950 Melbourne, Australia Singolare - Doppio             | Joyce Fitch Mary Bevis-Hawton  | Clare Proctor Nancy Wynne |               |                     |
| 26 dicembre | Geelong Christmas Tournament 1950 Geelong, Australia Singolare - Doppio          | Nancy Wynne 6-4 6-2            | Gertrude Moran            |               |                     |
| 26 dicembre | Geelong Christmas Tournament 1950 Geelong, Australia Singolare - Doppio          |                                |                           |               |                     |